# 히트 싱크

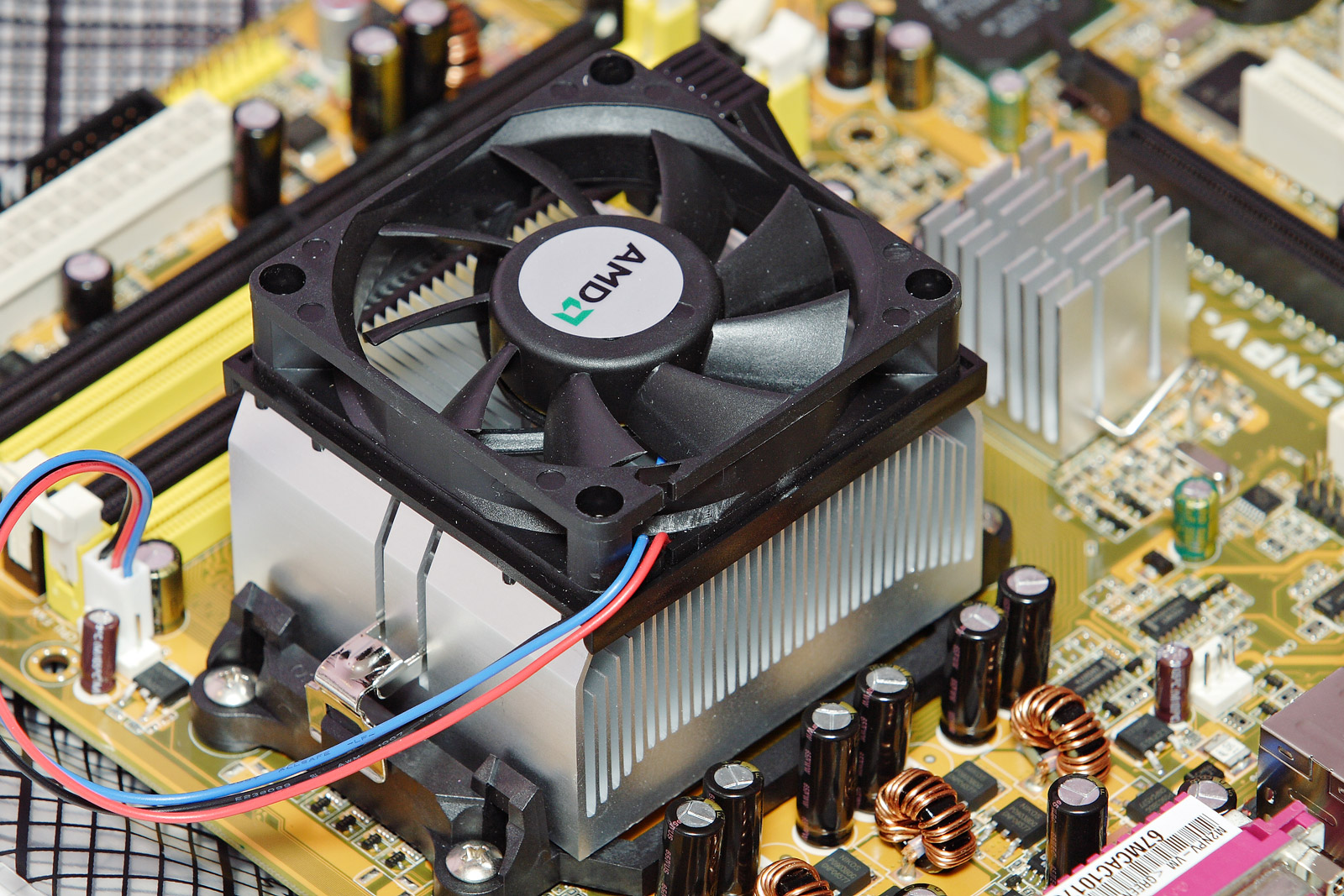
노스브리지 위의 조그마한 히트 싱크와 팬이 부착된 CPU 히트 싱크.

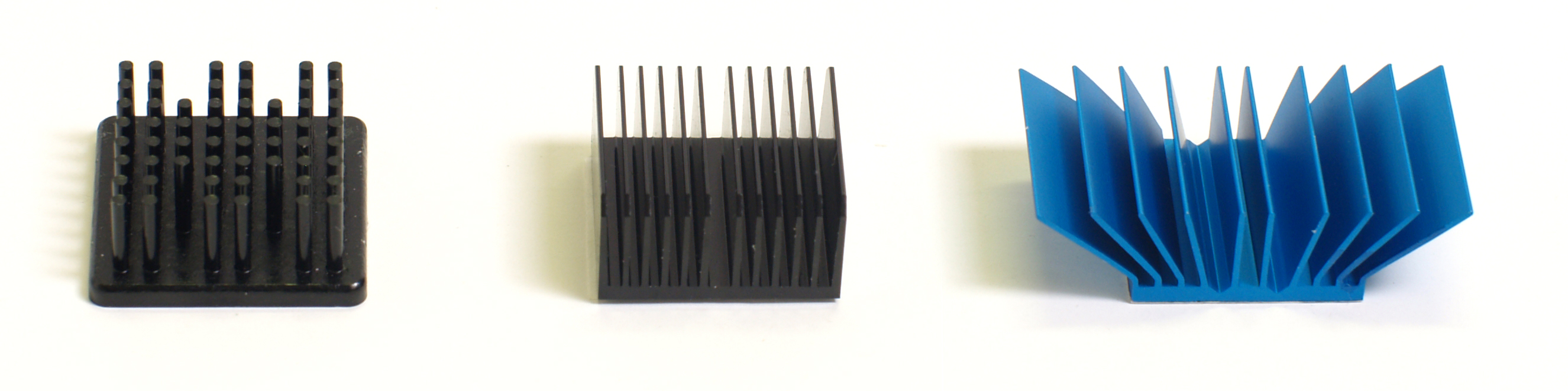
히트 싱크의 종류: 핀(Pin), 스트레이트(Straight), 플레어드 핀(Flared Fin)

히트 싱크(영어: heat sink 또는 heatsink) 또는 방열판은 열 접촉을 직간접적으로 사용하여 다른 물체로부터 열을 흡수하고 발산하는 수동 열교환기를 가리킨다. 히트 싱크는 효율적인 열 발산이 필요한 곳이면 어디든지 널리 응용되어 쓰이고 있다. 이를테면 냉장고, 열기관, 냉각기, 레이저를 들 수 있다.
히트 싱크는 공기 등 이를 둘러싼 냉각 매개체에 접촉하는 표면적을 극대화하도록 설계되어 있다.

## 같이 보기
- 히트 파이프
- 방열판
- 컴퓨터 냉각
- 히트 펌프
- 라디에이터